# Zhang Huan
Zhang Huan (chinesisch 張洹, Pinyin Zhāng Huán; * 1965 in Anyang) ist ein chinesischer Künstler.

## Leben
Zhang Huan wurde in Anyang in der Provinz Henan geboren und verbrachte einen großen Teil seiner Kindheit auf dem Land. In den frühen 90er Jahren zog er nach Peking, wo er 1993 an der Akademie der bildenden Künste ein Studium in Malerei abschloss. Da es ihm zuerst nicht gelang, in der mittlerweile auch im Westen erfolgreichen Kunstszene Pekings Fuß zu fassen, schloss er sich einer Künstlergruppe im nach dem New Yorker Stadtteil „East Village“ benannten Randgebiet Pekings an, wo er begann, teilweise masochistisch erscheinende Performances aufzuführen und photographisch oder filmisch zu dokumentieren. In den späten 90er Jahren gelang ihm der internationale Durchbruch mit einer Teilnahme an der  Biennale Venedig und Einzelausstellungen in Asien, Europa und den USA. Heute lebt Zhang Huan in Shanghai und New York.

## Werk
Zhang Huans Arbeiten thematisieren gewöhnlich den menschlichen Körper und seinen Bezug zu Umwelt und Geschichte, wobei der Körper selbst physikalisch zum Einsatz kommt und mitunter großer Anstrengung ausgesetzt ist. Seine bekanntesten Arbeiten sind Performances, obwohl er mittlerweile auch im Bereich der Skulptur arbeitet. Er hat sowohl Solo-Performances aufgeführt, wie in der frühen, vom chinesischen Photographen Rong Rong aufgezeichneten Arbeit 12 Square Meters (1994), in der er mit Honig und Fischöl eingeschmiert und mit Fliegen bedeckt stundenlang auf einer öffentlichen Latrine verharrte, als auch kollaborative Aktionen wie die Arbeit To Raise the Water Level in a Fishpond (1997), in der Zhang Huan sich mit 40 Wanderarbeitern unbekleidet einen Teich bei Peking stellte, um dessen Wasserspiegel anzuheben. Zhang Huans Arbeiten können in vielen Fällen auch als Metaphern politischer und gesellschaftlicher Entwicklungen gelesen werden; so wird 12 square meters als ein Kommentar auf das Schicksal des chinesischen Poeten Ai Qing interpretiert, der im Zuge der Kulturrevolution zum Putzen öffentlicher Toiletten gezwungen wurde.
Eine weitere bekannte Arbeit ist My New York (2002), in der er in ein Kostüm aus Fleisch gekleidet durch New York marschiert. Aktuellere Arbeiten greifen vermehrt ästhetische Bezüge zur Geschichte und Religion Chinas auf, wie beispielsweise große Skulpturen, die Fragmente von Buddha-Figuren darstellen und aus symbolisch aufgeladenen Materialien wie der Asche von Räucherwerk aus Tempeln oder Tierhäuten gefertigt sind.

## Ausstellungen (Auswahl)
- P.S.1 (1998)
- 48. Biennale Venedig (1999)
- Whitney Biennial (2002)
- Kunstverein Hamburg – Einzelausstellung (2002), Katalog
- Asia Society New York – Einzelausstellung „Altered States“ (2007)
- Rockbund Art Museum, Shanghai – Einzelausstellung Zhang Huan: Q Confucius (2011)

## Bibliographie (Auswahl)
- Vishakha Desai & Zhang Huan: Zhang Huan: Altered States, Charta 2007, ISBN 978-88-8158-641-7
- Zhang Huan Drawings, Schirmer & Mosel 2007, ISBN 978-3-8296-0308-9
- Yilmaz Dziewior und Zhang Huan: Zhang Huan. Ausstellung: Kunstverein Hamburg 30. November 2002 - 9. Februar 2003, Hatje Cantz 2003, ISBN 3-7757-1220-8